# باول أريكسون
باول أريكسون هو لاعب هوكي الجليد سويدي، ولد في 26 أبريل 1991 في يفله في السويد.

## وصلات خارجية
- باول أريكسون على موقع EliteProspects.com (الإنجليزية)
- باول أريكسون على موقع HockeyDB.com (الإنجليزية)